# Јаша Рајтер
Јоахим Јаша Рајтер (Загреб, 31. октобар 1913 — Београд, 1990), учесник Народноослободилачке борбе и друштвено-политички радник Социјалистичке Републике Србије.

## Биографија
Рођен је 31. октобра 1913. године у Загребу.
Пре Другог светског рата радио је као металски радник у Београду, где се укључио у револуционарни раднички покрет и 1940. године постао члан илегалне Комунистичке партије Југославије (КПЈ).
Његов отац је био пореклом Немац, а мајка Чехиња. Након окупације Југославије, 1941. године, Немци су га прогласили, као и остале домаће Немце који су живели у Југославији, за фолксдојчера. Након тога се по задатку КПЈ пријавио у фолксдојчерску организацију „Културбунд“, па је добио документа за слободно кретање, а нису му одузели ни путнички аутомобил. Био је позван и на регрутацију и одређен за ађутанта команданта дивизије „Принц Eуген“.
Као некомпромитован у илегалном раду, од стране београдске партијске организације је био предложен као Титов пратилац. За време боравка Јосипа Броза Тита у окупираном Београду, од маја до септембра 1941. године, неколико пута је возио аутомобилом Тита улицама Београда. Приликом Титовог преласка на ослобођену територију, 16. септембра 1941. године, Јаша је био одређен за његовог пратиоца. Јаша није знао прави Титов идентитет, али је током пута сазнао да је он генерални секретар КПЈ.
Након доласка на ослобођену територију, желео је да остане у партизанима, али је морао да се врати у окупирани Београд, јер је због својих пропусница био потребан београдској партијској организацији. Након неколико месеци, на њега је вршен притисак да приступи СС трупама, па је напустио Београд и отишао у партизане.
После ослобођења Југославије, налазио се на разним одговорним дужностима, а дуги низ година је био директор Београдског сајма.
Преминуо је 1990. године у Београду и сахрањен је у Алеји заслужних грађана на Новом гробљу у Београду.
Носилац је Партизанске споменице 1941. и других југословенских одликовања, међу којима је Орден Републике са златним венцем.
Учесница револуционарног покрета и Народноослободилачког рата (НОР) била је и његова рођена сестра Милада Рајтер, као и његова супруга Јулијана Рајтер.

## Занимљивости
Лик Јаше Рајтера појављује се у ТВ серији „Одлазак ратника, повратак маршала“, редитеља Саве Мрмка из 1986. године, где га је тумачио глумац Александар Алач.